# Ludwik Waryński
Ludwik Tadeusz Waryński h. Abdank (ur. 12 września?/24 września 1856 w Martynówce koło Kaniowa, zm. 2 marca 1889 w Szlisselburgu) – polski działacz i ideolog polskiego ruchu socjalistycznego, założyciel I Proletariatu – pierwszej polskiej partii socjalistycznej i marksistowskiej. Brat Stanisława, ojciec Tadeusza Waryńskiego.

## Życiorys

### Dzieciństwo i młodość
Ludwik Waryński urodził się we wsi Martynówka w powiecie kaniowskim guberni kijowskiej jako syn Ludwika Seweryna (1832–1902) i Pelagii z domu Barzyckiej. Wychowywał się w rodzinie zubożałej szlachty z tradycjami patriotycznymi. Jego ojciec pomagał uczestnikom powstania styczniowego (wspierał frakcję tzw. „czerwonych”), za co w latach 1865–1867 trzykrotnie trafiał do aresztu. Od 1865 roku Waryński uczył się w gimnazjum w Białej Cerkwi, gdzie od czwartej klasy angażował się w działalność samokształceniowych kół uczniowskich. Po uzyskaniu świadectwa dojrzałości, w 1874 r., wyjechał do Petersburga i rozpoczął studia w Petersburskim Instytucie Technologicznym.
Podczas studiów po raz pierwszy zainteresował się socjalizmem, wstępując do organizacji o nazwie Polska Młodzież Socjalistyczna. Później Waryński brał udział w zamieszkach, jakie rozpoczęły się w szkołach wyższych Petersburga w listopadzie 1875 roku. Został za to ukarany usunięciem ze studiów. Poddano go także rocznemu dozorowi policyjnemu, w czasie którego dokształcał się sam, czytając książki autorów socjalistycznych i ekonomistów.

### Rozpoczęcie działalności
Od grudnia 1876 przebywał w Warszawie, gdzie zajmował się zakładaniem pierwszych akademickich i robotniczych kółek socjalistycznych w Królestwie Polskim. By oddalić groźbę poboru wojskowego, rozpoczął naukę w Instytucie Gospodarstwa Wiejskiego i Leśnictwa w Puławach, nie zaprzestając okresowych wizyt w Warszawie i doglądania rozwoju tamtejszego ruchu robotniczego. W 1878 roku przeprowadził się z Puław do Warszawy na stałe, gdzie zatrudnił się jako ślusarz w fabryce Lilpop, Rau i Loewenstein. Nie zaprzestawał przy tym działalności politycznej, m.in. sprowadził z Niemiec literaturę propagandową. Był jednym ze współautorów programu socjalistycznego, nazwanego, w celu zmylenia władz zaborczych, programem brukselskim. Wkrótce jednak, z powodu nękającej go policji carskiej, musiał wyjechać z Warszawy.

### Działalność w Krakowie
W październiku 1878 r. pojawił się w Galicji, w zaborze austriackim. Działał najpierw we Lwowie, a potem w Krakowie, tam też założył sieć tajnych kółek socjalistycznych i zetknął się ze swym późniejszym polemistą, Bolesławem Limanowskim. Jednakże 8 lutego 1879 r., z powodu donosu drukarza Antoniego Koziańskiego, został zlokalizowany przez władze austriackie i trafił do aresztu, gdzie był bity przez policję. Więziono go przez ponad rok, przed sądem (wraz z trzydziestoma czterema innymi oskarżonymi socjalistami) stanął 16 lutego 1880 roku. Proces zakończył się oczyszczeniem z najcięższych zarzutów. Waryński wykorzystał sprawę do wygłoszenia długiej przemowy, w której bronił ideałów socjalizmu. Ostatecznie został skazany jedynie na siedem dni aresztu za posługiwanie się fałszywymi dokumentami. Po odbyciu kary został wydalony z terytorium Austro-Węgier i udał się na emigrację do Szwajcarii.

### W Genewie
Za granicą Waryński zamieszkał pod Genewą, gdzie wraz z innymi polskimi emigrantami wynajmował niewielki domek. Okres ten w życiu Waryńskiego to czas, w którym rozwijał swoje poglądy polityczne – m.in. odrzucił anarchizm, który poprzednio dopuszczał. Szczególnie ostro krytykował wówczas występowanie elementów nacjonalistycznych w ruchu socjalistycznym. Zajął się także pisaniem rozmaitych publikacji i artykułów, spotykał z działaczami socjalistycznymi z Rosji i krajów Europy Zachodniej, brał udział w Międzynarodowym Kongresie Socjalistycznym w Chur. W tym okresie rodził się pierwszy program polskich socjalistów, który w celach konspiracyjnych nosił nazwę programu brukselskiego.
Podczas pobytu w Szwajcarii Waryński poznał swoją przyszłą żonę, Annę Sieroszewską, siostrę towarzysza walki, Wacława Sieroszewskiego. Ludwik miał później z Anną syna Tadeusza. Ludwikowi dłużył się pobyt na emigracji. Pragnął powrócić do kraju i czynnie włączyć się do walki, szczególnie po śmierci cara Aleksandra II z ręki zamachowca. Dzięki pomocy rosyjskiego rewolucjonisty Lwa Dejcza, który napisał do przyjaciół list z prośbą o środki dla Ludwika na podróż, Waryński w listopadzie 1881 powrócił do Królestwa.

### Proletariat

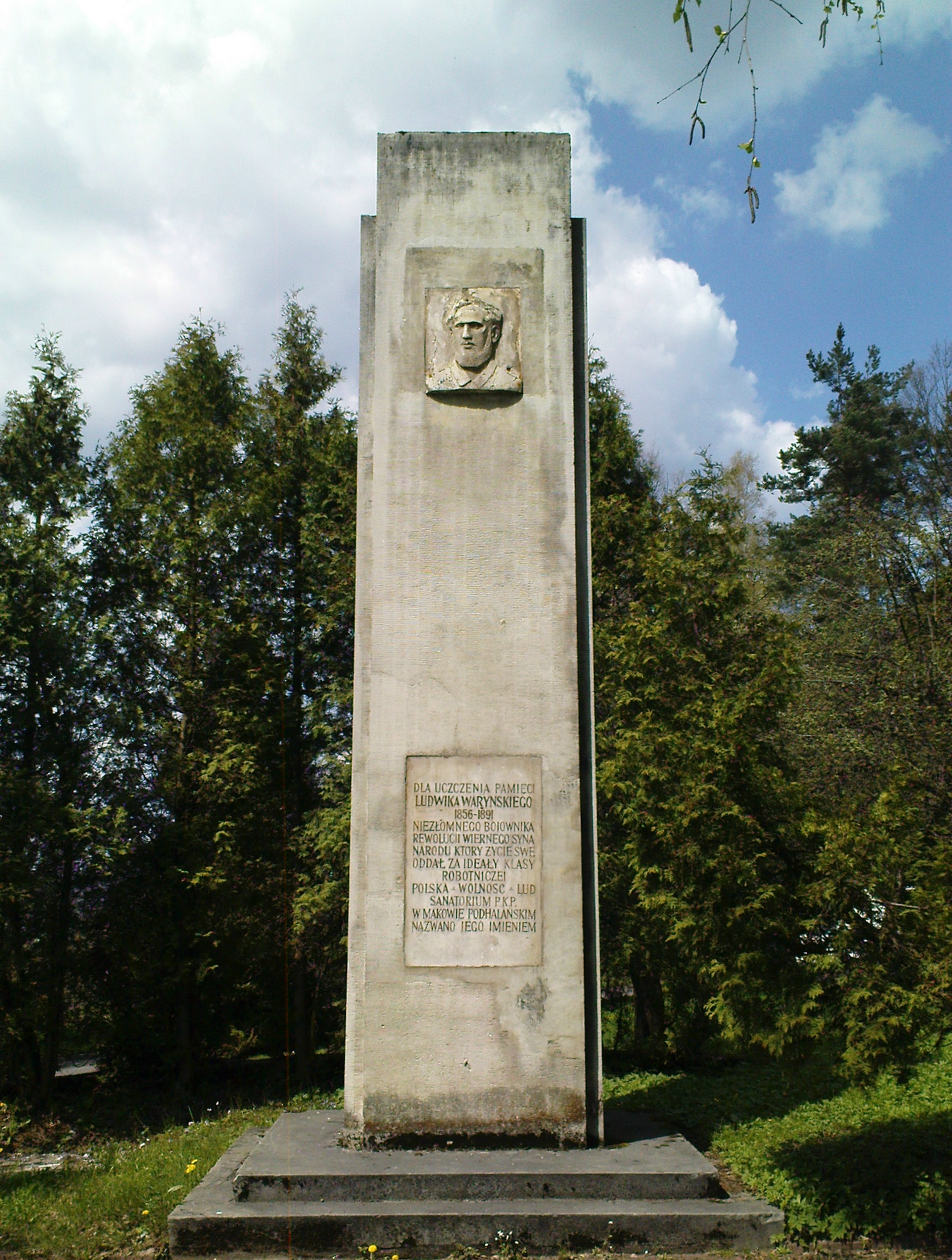
Pomnik Ludwika Waryńskiego w Makowie Podhalańskim

W 1882 Waryński powrócił do Warszawy, gdzie założył partię robotniczą pod nazwą Proletariat. Stanął na jej czele (wszedł w skład jej Komitetu Centralnego), ułożył również i wydrukował jej program. Wkrótce potem zorganizował całą sieć organizacji z nią związanych. W tym okresie polski ruch socjalistyczny dopiero się rodził, ważną rolę odgrywało zatem rozbudzenie świadomości klasowej robotników. Waryński przekonywał robotników, o których mówiono w tamtym czasie „klasy biedne”, „sfery uboższe” albo „niższe”, że są członkami klasy robotniczej i powinni być z tej przynależności dumni, gdyż to właśnie oni tworzą wszelkie dobra pracą swoich rąk.
W programie Proletariatu pisano m.in.

Przyczyną nędzy i wszelkiego ucisku w społeczeństwach dzisiejszych jest nierówność i niesłuszność przy podziale bogactw między rozmaite społeczeństw onych klasy. Jakkolwiek bogactwa są rezultatem pracy, nie przypadają jednak w udziale tym, którzy pracowali nad ich wytworzeniem. Przy dzisiejszym ustroju społecznym klasy uprzywilejowane (klasy posiadające), nie pracując wytwórczo (produkcyjnie), zagarniają przeważną część bogactw pracą zdobytych, klasa zaś robotnicza (klasa nieuprzywilejowana, nieposiadająca), ograbiana z owoców swej pracy, nędzę i upodlenie znosić musi. (...) Wiekowe trwanie tego ucisku i wyzyskiwania zawdzięcza społeczeństwo najgłówniej nieświadomości mas wyzyskiwanych, które nie rozumiejąc, gdzie leży przyczyna ich nieszczęść, nie umiały dotąd sił swoich do zgodnej walki przeciw wspólnemu wrogowi połączyć. (...) Dążenia i cele swoje proletariat polski formułuje w sposób następujący:
I. Pod względem ekonomicznym, zgodnie z zasadami socjalizmu, przyjętymi na kongresach międzynarodowych przez proletariat wszystkich krajów, żądamy:
1. Aby ziemia i narzędzia pracy przeszły z rąk jednostek na wspólną własność pracujących, na własność socjalistycznego państwa.
2. Aby praca najemna zamieniona była przez pracę zbiorową, zorganizowaną w stowarzyszeniach fabrycznych, rzemieślniczych i rolnych.
3. Aby każda jednostka miała prawo do korzystania z owoców stowarzyszonej pracy, a to w stosunku do ilości zaofiarowanej przez siebie pracy i ogólnych zasobów państwa.
II. Na polu politycznym dążyć będziemy do jak największych swobód i z wszelkim rządem bez względu na jego narodowość walczyć będziemy dopóty, dopóki swobód tych całkowicie nie zdobędziemy.

Waryński podjął akcję przeciwko rozporządzeniu dowódcy warszawskiej carskiej policji Buturlina, który nakazał objąć nadzorem obyczajowym robotnice. W wyniku oporu robotników zmuszony był odwołać swoje postanowienie. W tym czasie Waryński nawiązał także kontakty z rewolucjonistami rosyjskimi z Narodnej Woli. We wrześniu 1883 robotnicy dostali do rąk nielegalną gazetę partii pod nazwą Proletariat. Było to pierwsze po upadku powstania styczniowego tajne pismo drukowane całkowicie w kraju. W pierwszym numerze znalazła się pieśń Warszawianka, która od tamtej chwili towarzyszyła w walkach polskiemu proletariatowi.

### Aresztowanie

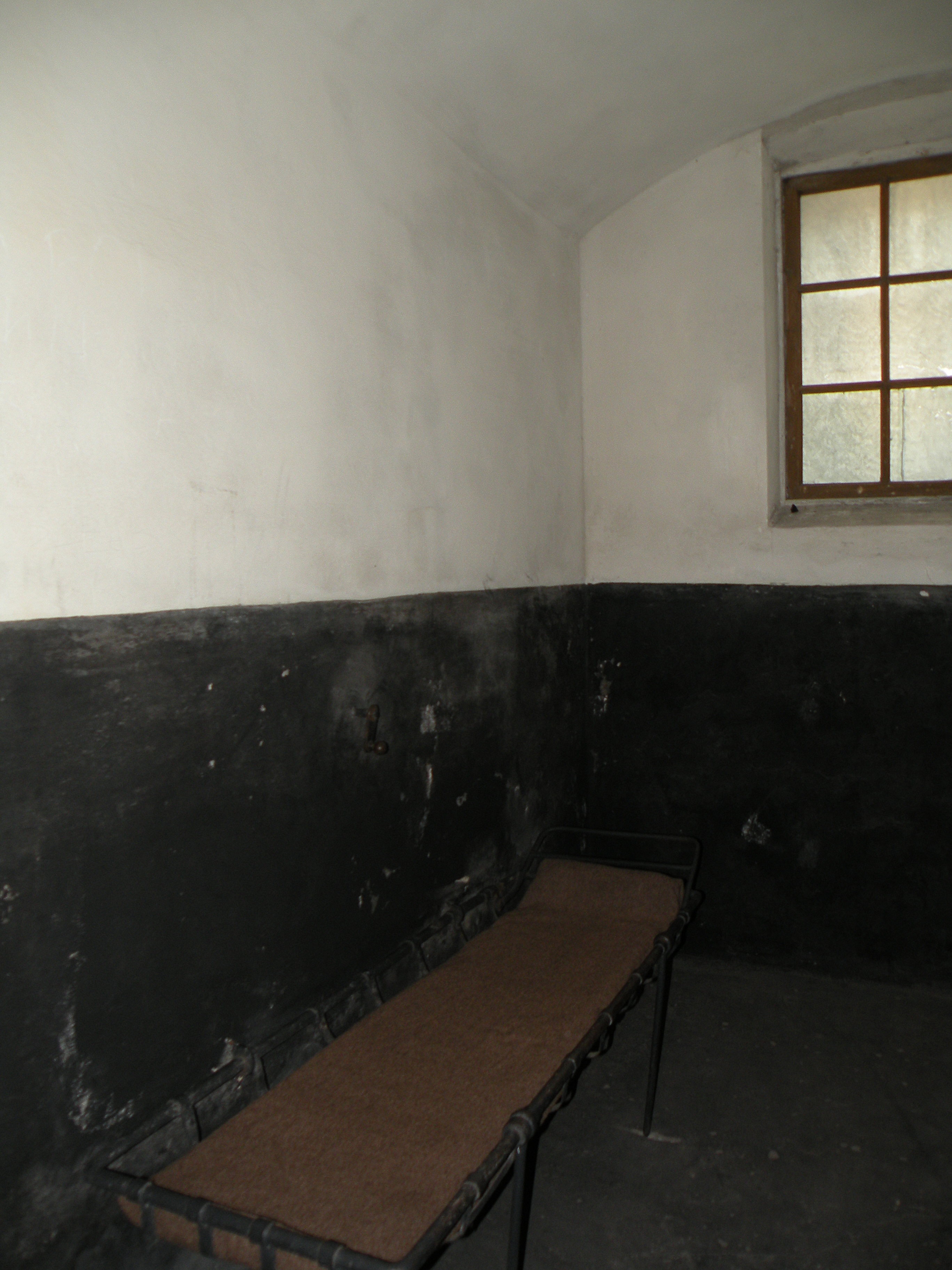
Jedna z cel twierdzy szlisselburskiej

Ludwik Waryński został aresztowany przez policję carską 28 września 1883 roku. Więziono go w X pawilonie warszawskiej Cytadeli. W oczekiwaniu na rozprawę spędził tam 2 lata. W czasie pobytu w areszcie ułożył utwór Mazur kajdaniarski. Był jednym z 29 oskarżonych w procesie, który rozpoczął się 23 listopada 1885 roku. 20 grudnia 1885 Waryński został skazany na 16 lat katorgi (ciężkiej pracy fizycznej). Wysłano go do rosyjskiej Twierdzy Szlisselburskiej, położonej koło Petersburga. Zmarł na gruźlicę 2 marca 1889 roku, w wieku 33 lat. Wieść o jego śmierci rozeszła się dopiero w 1891 r. We wrześniu 1891 r. utrzymany w hołdowniczym tonie nekrolog Waryńskiego został zamieszczony na łamach „Pobudki” – czasopisma, wydawanego przez toczącą dekadę wcześniej zajadłe spory z Waryńskim grupę socjalistów-niepodległościowców z Bolesławem Limanowskim na czele.

## Upamiętnienie

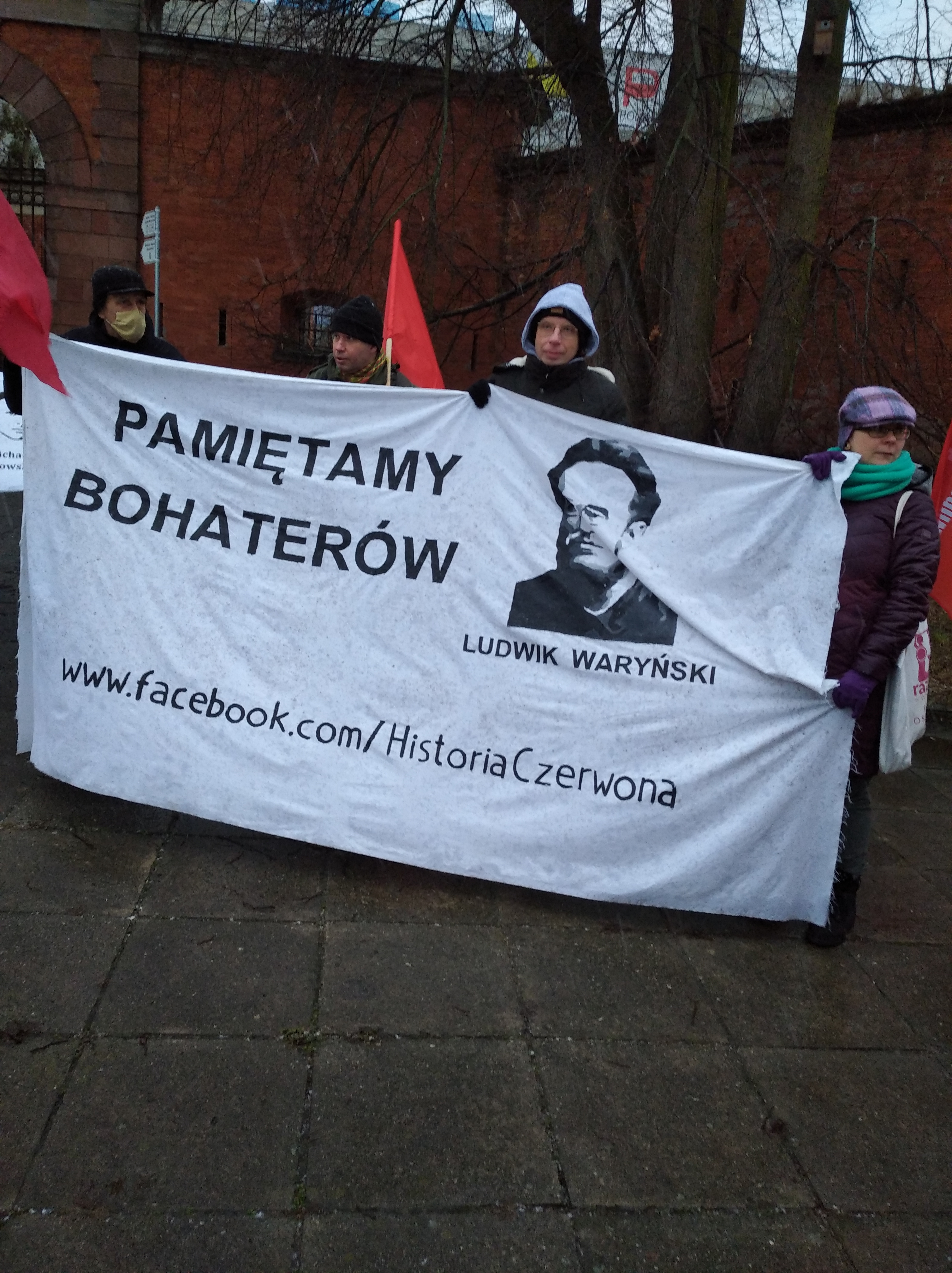
Transparent upamiętniający Ludwika Waryńskiego na zgromadzeniu pod hasłem „Pamięci proletariatczyków”, Cytadela Warszawska (2022)

Postać Ludwika Waryńskiego w PRL zawłaszczyła rządząca Polską partia komunistyczna, powołując się na rzekomą zbieżność jego poglądów z programem realizowanym przez działaczy komunistycznych w XX w. Jednak współczesne analizy IPN odrzucają taką prostą interpretację. Na stronie IPN, w związku z zapytaniem o zmiany nazwy ulic, których Waryński jest patronem, opublikowano komunikat: Internacjonalistyczne i proletariackie poglądy Ludwika Waryńskiego, prezentowane przez niego w latach 70. i 80. XIX wieku, mogą wzbudzać kontrowersje i dyskusje. Jednakże trudno utożsamiać je z niosącym nową formę zniewolenia totalitarnym systemem komunistycznym, jaki w praktyce powstawał kilkadziesiąt lat po jego śmierci.
Pamięci Waryńskiego poświęcono wiele wierszy, sztuk teatralnych oraz książek. Elegię o śmierci Ludwika Waryńskiego napisał Władysław Broniewski. Tadeusz Hołuj napisał o nim powieść pt. Róża i płonący las, na motywach której w 1979 r. powstał film Biały mazur w reżyserii Wandy Jakubowskiej.
W latach 1949–1990 Waryński był patronem Wojewódzkiej Biblioteki Publicznej w Łodzi.
9 października 1954 Minister Obrony Narodowej nadał Oficerskiej Szkole Politycznej w Łodzi imię Ludwika Waryńskiego.
Jego imieniem nazwano Zespół Szkół Mechanicznych w Bolesławcu oraz I liceum Ogólnokształcące w Lesznie (20 lutego 1971).
Ludwik Waryński jest od 1920 (z przerwą w latach 1955–1991) patronem ulicy na łódzkich Kozinach, zaś w 1936 jego imię nadano ulicy Żelaznej w Śródmieściu Radomia. W okresie PRL jego imię nosiła ulica świętej Gertrudy w Krakowie, a w Lubaniu na Dolnym Śląsku osiedle domów jednorodzinnych (obecnie Osiedle Willowe), natomiast w Poznaniu na Jeżycach cały czas istnieje plac jego imienia (dyskutowany jest jednak w mieście projekt zmiany nazwy na pl. dr Wandy Błeńskiej). Jego imię noszą również ulice m.in. w śródmieściu Warszawy, w Gdańsku, Wrocławiu, Jarocinie, Białymstoku, Augustowie, Bydgoszczy, Toruniu, Opolu, Ostrowcu Świętokrzyskim, Tarnowie, Czeladzi, Grudziądzu, Bielsku-Białej, Tarnobrzegu, Suwałkach, Czechowicach-Dziedzicach, Kołobrzegu, Słupsku, Pabianicach, Szczecinie, Stargardzie, Pruszkowie, Trzebini, Kowarach, Bolkowie, Raciborzu, Ząbkowicach Śląskich, Mikołowie, Świdnicy, Chorzowie, Myszkowie, Busku-Zdroju, Ostrowie Wielkopolskim, Chodzieży, Nasielsku, Jeleniej Górze, Rumi, Brzezinach, Białej Podlaskiej, Obornikach, Chojnicach oraz osiedle w Dębnie. 
Odnosząc się do wątpliwości dotyczących Waryńskiego jako patrona Instytut Pamięci Narodowej nie widzi przesłanek aby dokonywać zmiany (...) nazwy ulicy w oparciu o Ustawę z 1 kwietnia 2016 r. o zakazie propagowania komunizmu.
Wizerunek Waryńskiego widniał na banknocie 100-złotowym, używanym w Polsce w latach 1975–1996.
W 1982 został wybity medal upamiętniający Ludwika Waryńskiego, wydany przez Mennicę Państwową, a zaprojektowany przez Józefa Markiewicza.